# Вежхи (Куявсько-Поморське воєводство)
Вежхи (пол. Wierzchy) — село в Польщі, у гміні Осе Свецького повіту Куявсько-Поморського воєводства.
Населення — 211 осіб (2011).

## Демографія
Демографічна структура станом на 31 березня 2011 року:
|          | Загалом | Допрацездатний вік | Працездатний вік | Постпрацездатний вік |
| -------- | ------- | ------------------ | ---------------- | -------------------- |
| Чоловіки | 101     | 23                 | 66               | 12                   |
| Жінки    | 110     | 28                 | 58               | 24                   |
| Разом    | 211     | 51                 | 124              | 36                   |